# Bumetopia sakishimana
Bumetopia sakishimana là một loài bọ cánh cứng trong họ Cerambycidae.